# 登山家一覧
登山家一覧（とざんかいちらん）は、著名な登山家の一覧。ロッククライマーも含む。

## 日本以外

### 1700年までの生まれ
- アイスマン（BC3000年頃） アルプスの標高3210m以上に登る。
- エンペドクレス（BC490-BC430） エトナ山に身を投げたと伝えられる。
- ハンニバル（BC247-BC183） 「アルプス越え」 標高2950mのトラヴェルセッテ峠を越える（異説あり）が兵の半分を失う。
- ハドリアヌス（76-138） 朝日を見るためにエトナ山に登ったと伝えられる。
- 法顕（337-422） 崑崙山脈、天山山脈、パミール、ヒンドゥークシュ、カラコルム山脈、ヒマラヤ山脈を越える。
- 玄奘（602-664） 西遊記のモデル。南アジアと中央アジアの多くの山脈を訪れる。
- ペドロ3世（1239-1285） カニグー山初登頂。
- ペトラルカ（1304-1374） 楽しむために山に登った初めての人物といわれる。モン・ヴァントゥ(1912m)に登頂。
- ロタリオ　1358年にロッチャメロネ（英語版）(3538m)初登頂。山頂に聖母像を捧げる。
- アントワーヌ・ド・ウィル（1450-1504、フランス） 王の命令でモン・テギーユ（英語版）初登頂。世界初のアルパインクライミングとも。
- ラ・ドンセーヤ（1500年頃） ユーヤイヤコ(6723m)山頂に生贄として捧げられた。
- コンラート・ゲスナー（1516–1565、スイス） ピラトゥス山に登る。

### 1701-1880年生まれ
- オラス＝ベネディクト・ド・ソシュール（1740-1799、スイス） 「近代登山の創始者」、モンブラン第3登。
- ミシェル・パカール（1757-1827） 1786年モンブラン初登頂。シャモニーの医師。
- ジャック・バルマ（1762-1834） 1786年モンブラン初登頂。シャモニーの猟師、水晶採掘者、山岳ガイド。
- アレクサンダー・フォン・フンボルト（1769-1859、ドイツ） 1802年にチンボラソの5878m地点まで登る。
- アルバート・スミス（1816–1860、イギリス） 「大名登山」でモンブランに一度登頂したのみだが、ほら話を交えた講演が大ヒットし登山ブーム成立に一役買った。英国山岳会の創立メンバーの一人。
- ジョン・ボール（1818–1889、イギリス） 英国山岳会初代会長。アルプスのガイドブックを書いた。モンテ・ペルモ初登頂。
- ジョン・ティンダル（1820-1893、イギリス） ヴァイスホルン初登頂。マッターホルン初登頂を争う。チンダル現象に名を残す。
- クリスチャン・アルマー（1826–1898、スイス） 山岳ガイド。アルプスで数々の初登頂、初登攀。
- メルヒオール・アンデルエッグ（1828–1912、スイス） 山岳ガイド。アルプスで数々の初登頂、初登攀。
- アルフレッド・ウィルズ（1828–1912、イギリス） ヴェッターホルンに登頂しアルプス黄金時代のスタートを切る。首席裁判官としてオスカー・ワイルドに有罪判決を下したことでも知られる。英国山岳会会長。
- チャールズ・ハドソン（1828–1865、イギリス） モンテ・ローザ初登頂。マッターホルン初登頂後に転落死。
- ジャン＝アントワーヌ・カレル（1829–1890、イタリア） ウィンパーの3日後にマッターホルン第二登（イタリア側からの初登）。チンボラソ初登頂。
- レズリー・スティーヴン（1832–1904、イギリス） アルプスの多くの山に初登頂。作家、牧師。
- エドワード・ウィンパー（1840-1911、イギリス） マッターホルン（1865年）およびチンボラソ（1880年）初登頂
- アルバート・ママリー（1855-1895、イギリス） マッターホルンのツムット稜初登攀。世界で初めて8000メートル峰に挑むが遭難死。
- マーティン・コンウェイ（1856–1937、イギリス） 1892年にカラコルム山脈を探検し、バルトロ・カンリの衛星峰(6500m)に登頂。
- マティアス・ツルブリッゲン（1856–1917、スイス） アコンカグア初登頂。カラコルムやニュージーランドに遠征
- オスカー・エッケンシュタイン（1859–1921、イギリス） 1902年に初のK2遠征を率いる。アイゼンとピッケルを改良。ボルダリングの先駆者。アルプスのシュテックナーデルホルン(4241m)初登頂、モン・ブルイヤール(4069m)初登頂。
- ファニー・ブロック・ワークマン（1859-1925、アメリカ合衆国） 最初期の女性登山家、ヒマラヤ山脈を探検し、女性として最高点到達記録を作った。
- アブルッツィ公（1873-1933、イタリア） セイントイライアス山初登頂、ルウェンゾリ山初登頂。K2初期の試み。
- トム・ロングスタッフ（1875-1964、イギリス） アルパインスタイルでトリスル(7120m)に初登頂。
- アレイスター・クロウリー（1875–1947、イギリス） 最初のK2遠征、カンチェンジュンガ遠征に参加。オカルティスト。

### 1881-1910年生まれ
- エドワード・ノートン（1884-1954、イギリス） 1924年のエベレスト遠征隊長。人類の最高到達高度の記録を作る。
- ハンス・フィートヒル（1884–1925、ドイツ） 1910年に現代的なデザインのハーケンを発明した。1913年にオットー・ヘルツォークとシュッセルカールスピッツェ（英語版）南壁初登攀(V+)。
- パウル・プロイス（1886–1913、オーストリア） 人工登攀が普及する中でフリークライミングを強く主張し、実践したが若くして墜落死。
- ジョージ・マロリー（1886-1924、イギリス） 1921年、1922年、1924年エベレスト遠征隊に参加。エベレストで消息を絶つ。
- オットー・ヘルツォーク（1888–1964、ドイツ） 1910年にカラビナを導入した。VI級登攀の先駆者。
- ジョージ・フィンチ（1888-1970、オーストラリア） 1922年のエベレスト遠征で8321mまで到達。
- ノエル・オデール（1890-1987、イギリス） 1924年エベレスト遠征隊のメンバー。ナンダ・デヴィ初登頂。
- ハンス・デュルファー（1892–1915、ドイツ） ドュルファージッツと呼ばれる懸垂下降法を開発。第一次世界大戦で死去。
- ビル・ティルマン（1898–1977、イギリス） エベレスト遠征を率いる。ナンダ・デヴィ初登頂。
- ジョン・サラテ（1899-1993、アメリカ） ヨセミテの開拓者。鋼鉄製のハーケンを導入。
- ヴィロ・ヴェルツェンバッハ（1900–1934、ドイツ） 何百もの登攀をこなして1923年にI-VIの技術グレードを考案した。1924年に世界で初めてアイスハーケンを使用。ナンガ・パルバットで遭難死。
- フランク・スマイス（1900–1949、イギリス） 1933年のエベレスト遠征で無酸素で8570mまで到達。カメット（英語版）初登頂。
- エミリオ・コミチ（1901-1940、イタリア） アルプスでディレッティシマ（直登）ルートを切り開く。チマ・グランデ北壁初登攀。
- アンドリュー・アーヴィン（1902-1924、イギリス） エベレスト初登頂を目指すが、ジョージ・マロリーと共に消息を絶つ。
- ヴィタリー・アバラコフ（1906–1986、ロシア） ポベーダ山初登頂。登山用カムを発明。アバラコフ・スレッドを考案。
- アンデルル・ヘックマイアー（1906-2005、オーストリア） アイガー北壁世界初登頂の一人。
- エリック・シプトン（1907-1977、イギリス） エベレスト遠征隊を数度率いる。カメット（英語版）初登頂
- リカルド・カシン（1909-2009、イタリア） グランドジョラス北壁初登頂。
- フリッツ・カスパレク（1910-1954、オーストリア） アイガー北壁初登頂。

### 1911-1930年生まれ
- ハインリヒ・ハラー（1912-2006、オーストリア） アイガー北壁初登頂の一人。ドイツのナンガ・パルバット遠征隊に参加。『セブン・イヤーズ・イン・チベット』で有名
- テンジン・ノルゲイ（1914-1986、ネパール） 1953年、エドモンド・ヒラリーとともにエベレスト初登頂。
- アンドレアス・ヒンターシュトイサー（1914-1936、ドイツ） アイガー北壁の「ヒンターシュトイサー・トラバース」を初攻略するも遭難死。
- モーリス・エルゾーグ（1919-2012、フランス） 1950年、人類で初めて8000m峰（アンナプルナ）を登頂。のちフランス政府の閣僚。
- エドモンド・ヒラリー（1919-2008、ニュージーランド） 1953年、テンジン・ノルゲイと共にエベレスト初登頂。
- エルンスト・ライス (1920-2010、スイス） ローツェ初登頂
- リオネル・テレイ（1921-1965、フランス） 1955年、マカルー初登頂。
- ルイ・ラシュナル（1921-1955、フランス） モーリス・エルゾーグと共にアンナプルナ初登頂。
- フリッツ・ルフジンガー（1921-1983、スイス） ローツェ初登頂
- ガストン・レビュファ（1921-1985、フランス） 親指を下向きに持つ保持法を「ガストン」というのは彼に由来。
- ウォレン・ハーディング（1924-2002、アメリカ） エル・キャピタン・ノーズ初登、ドーン・ウォール初登。ヒマラヤの「包囲法」のようなスタイルを採用し、他のクライマーとの論争となる。
- ヘルマン・ブール（1924-1957、オーストリア） ナンガ・パルバット初登頂。ブロード・ピーク初登頂。
- チェザーレ・マエストリ（1929–2021、イタリア） セロ・トーレ（英語版）登頂を主張。後にセロ・トーレでコンプレッサーを使ってボルトを乱打し、物議を醸す。
- トニー・ヒーベラー（1930-1984、オーストリア） 1961年アイガー北壁冬季初登頂。
- ニコラス・クリンチ（1930-2016、アメリカ） ガッシャーブルム（1958年）初登頂時とマッシャーブルム（1960年）初登頂時の隊長、南極ヴィンソン・マッシフ（1966年）初登頂
- ルネ・デメゾン（1930-2007、フランス） 『グランド・ジョラスの342時間』などで知られる。
- ジョー・ブラウン（1930-2020、イギリス） カンチェンジュンガ初登頂、ムスターグ・タワー初登頂。
- ヴァルテル・ボナッティ（1930-2011、イタリア） ドリュやマッターホルン、グランドジョラスでの初登攀。

### 1931-1950年生まれ
- クルト・ディムベルガー（1932-、オーストリア） ブロード・ピーク初登頂（1957年）、ダウラギリ初登頂（1960年）
- ドン・ウィランス（1933–1985、イギリス） アンナプルナ南壁初登頂。
- クリス・ボニントン（1934-、イギリス） エベレスト遠征のエキスパート。遠征隊長としてエベレスト南西壁初登頂、アンナプルナ南壁初登頂を成功させた。
- ジョン・ハーリン（1935-1966、アメリカ） 1966年アイガー北壁直登のパーティーに参加するも高度1300m地点から墜落死。パーティーは世界で初めて直登を達成し、このルートには「ジョン・ハーリン・ルート」と彼の名前が記された。
- ロイヤル・ロビンス（1935-2017、アメリカ） ヨセミテの開拓者。クリーン・クライミングを推進。
- イヴォン・シュイナード（1938-、アメリカ） ヨセミテの開拓者。鍛冶屋としてハーケンやナッツ、ピッケル、アイゼンを改良。アウトドア用品メーカーのパタゴニアとブラック・ダイヤモンドを創業。
- トム・フロスト（1938-2018、アメリカ） ヨセミテの開拓者。イヴォン・シュイナードと共にクリーン・クライミングを推進し、ギアを改良した。
- ドゥーガル・ハストン（1940–1977、イギリス） エベレスト南西壁初登頂、アンナプルナ南壁初登頂。スイスでスキーをしているときに雪崩に巻き込まれ死去。
- ダグ・スコット（1941-2020、イギリス） 1975年、エベレスト南西壁初登頂。英国山岳会会長。
- ヤニック・セニュール（1941-2001、フランス）
- ペーター・ハーベラー（1942-、オーストリア） 1978年、ラインホルト・メスナーと共にエベレスト無酸素登頂。
- ワンダ・ルトキェヴィッチ（1943–1992、ポーランド） 無酸素でK2女性初登頂、アンナプルナ南壁女性初登頂。女性初の14座完登を目指すがカンチェンジュンガで遭難死。
- ラインホルト・メスナー（1944-、イタリア） 世界でもっとも有名な登山家の一人。エベレストに史上初の無酸素登頂、単独登頂。世界で初めて8000m峰14座制覇。
- ヴォイテク・クルティカ（1947-、ポーランド） アルパインスタイルによる高山登頂のパイオニア。
- イェジ・ククチカ（1948-1989、ポーランド） 8000m峰14座制覇（世界2番目）。そのほとんどに新ルート、冬季、アルパインスタイル、単独のいずれかを絡める。ローツェ南壁で遭難死。
- ジョー・タスカー（1948–1982、イギリス） カンチェンジュンガ北稜初登頂、コングール山初登頂。エベレスト北東稜で遭難死。
- ジャン・トロワイエ（1948-、スイス） エベレスト北壁40時間登頂、チョ・オユー南壁初登頂など。
- アン・リタ（1948-2020、ネパール） エベレストに10回登頂、全て無酸素。
- セルジオ・マルティーニ（1949-、イタリア） 8000m峰14座制覇（世界7番目）
- クシストフ・ヴィエリツキ（1950-、ポーランド） エベレスト冬季初登頂。8000m峰14座制覇（世界5番目）。
- ピーター・ボードマン（1950–1982、イギリス） エベレスト南西壁初登頂（第二次隊）、カンチェンジュンガ北稜初登頂。エベレスト北東稜で遭難死。

### 1951-1960年生まれ
- ピエール・ベジャン（1951–1992、フランス） K2北西稜初登頂。カンチェンジュンガ単独初登頂。アンナプルナ南壁で遭難死。
- ラッセル・ブライス（1952-、ニュージーランド） 『エベレスト・ビヨンド・ザ・リミット』等で知られる登山家。現在は山岳ガイド会社「ヒマラヤン・エクスペリエンス」代表。顧客に迎合し大量遭難を招いた商業主義登山からの脱却を図り、徹底した安全管理と環境負荷の低減等公募登山の改革を推し進めた。
- アラン・ヒンクス（1954-、イギリス） 8000m峰14座制覇を主張。
- フアニート・オヤルサバル（1956-、スペイン） 8000m峰14座制覇（世界6番目）
- ハンス・カマランダー（1956-、イタリア） エベレスト、K2、ナンガ・パルバットでのスキー滑降。8000m峰13座登頂。
- アンドレイ・シュトレムフェリ（1956–、スロベニア） エベレスト西稜ダイレクト初登、カンチェンジュンガのアルパインスタイル新ルートなど
- ミック・ファウラー（1956-、イギリス） 公務員の仕事を続けながら数々のアルパインスタイルによる登攀を行った。
- アナトリ・ブクレーエフ（1958-1997、ロシア） 1989年、カンチェンジュンガの4つのピークを初縦走。
- マーク・イングリス（1959-、ニュージーランド） 両足義足でエベレストに登頂。
- トモ・チェセン（1959-、スロベニア） ローツェ南壁初登頂を主張。
- エド・ベスターズ（1959-、アメリカ） 8000m峰14座制覇（世界12番目）、俳優として映画『バーティカル・リミット』などにも出演。
- エアハルト・ロレタン（1959-2011、スイス） エベレスト北壁をアルパインスタイルで40時間のスピード登攀。8000m峰14座制覇（世界3番目）。
- 厳弘吉（1960-、オム・ホンギル）（韓国） 8000m峰14座制覇（世界9番目）
- カトリーヌ・デスティヴェル（1960-、フランス） 女性初のアルプス三大北壁単独登攀（冬季）、トランゴ・タワー女性初登攀など。

### 1961-1970年生まれ
- リン・ヒル（1961-、アメリカ） ヨセミテ、エル・キャピタンのノーズ・ルートでのフリー初登頂。
- クリストフ・プロフィ（1961–、フランス） K2北西稜初登頂。
- ロブ・ホール（1961-1996、ニュージーランド） 7ヶ月で7大陸最高峰登頂。初期の商業公募隊を率いる。1996年のエベレスト大量遭難で死亡。
- コンラッド・アンカー（1962-、アメリカ） アメリカで最も高名な登山家の一人。長らく謎に包まれていたジョージ・マロリーの遺体を発見。
- カルロス・カルソリオ（1962-、メキシコ） 8000m峰14座制覇（世界4番目）
- アリソン・ハーグリーブス（1962-1995、イギリス） 女性として初めてエベレストに無酸素、無支援で登頂。K2の無酸素登頂後に遭難死。
- 朴英碩（1963-2011、パク・ヨンソク）（韓国） 世界初のアドヴェンチャー・グランド・スラム（8000m峰14座、七大陸最高峰、両極点）達成。
- マリオ・パンツェーリ（1964-、イタリア） エベレスト3回を含む完全無酸素8000m峰14座制覇。
- マルコ・プレゼリ（1965–、スロベニア） カンチェンジュンガのアルパインスタイル新ルートなど
- ジャン＝クリストフ・ラファイユ（1965–2006、フランス） アンナプルナ南壁で初めてヒマラヤを経験。パートナーのピエール・ベジャンを失い、生死をさまようが単独で脱出。その後、単独で多くの8000m峰を登頂。アンナプルナに取り付かれ何度も挑み、3度目の挑戦で1人のチームメイトを雪崩で失うが、4度目の挑戦で長大な東稜から登頂を果たした。12月11日にシシャパンマ南西壁を単独登頂したが、冬季初登頂とは認められず論争となった。その翌年、雪辱を果たすため単独でマカルー冬季初登頂に挑むが遭難死。
- 呉銀善（1966-、オ・ウンソン）（韓国） 女性初の8000メートル峰14座制覇を主張。
- クリスティアン・シュタングル（1966-、オーストリア） 七大陸最高峰のスピード登頂、トリプル・セブンサミット（各大陸3位までの標高の山の全登頂）に挑戦。カンチェンジュンガの海抜0mからの人力登頂
- トーマス・フーバー（1966–、ドイツ） ヨセミテのフリー初登、トランゴ・タワーのエターナルフレーム(5.13a)をフリー化など
- 韓王龍（ハン・ワンヨン）（1966-、韓国） 8000m峰14座制覇（世界11番目）
- シモーネ・モーロ（1967–、イタリア） 4つの8000m峰を冬季初登頂。ヘリコプターパイロットとして山岳救助を行う。
- アルベルト・イニュラテギ（1968-、スペイン） 8000m峰14座制覇（世界10番目）
- ヴェイッカ・グスタフッソン（1968-、フィンランド） 8000m峰14座制覇（世界17番目）
- アレックス・フーバー（1968–、ドイツ） ヨセミテのフリー初登、トランゴ・タワーのエターナルフレーム(5.13a)をフリー化など
- トマジ・フマル（1969–2009、スロベニア） ダウラギリ南壁を単独で登る。ランタン・リルンで遭難死。
- ゲルリンデ・カルテンブルンナー（1970-、オーストリア） 女性として初めて8000m峰14座制覇の無酸素登頂に成功(2011年）
- スティーブ・ハウス（1970–、アメリカ） ナンガ・パルバット、ルパール壁のアルパインスタイル新ルートなど

### 1971年以降生まれ
- デニス・ウルブコ（1973-、カザフスタン） マカルー冬季初登頂、ガッシャーブルムII峰冬季初登頂。
- エドゥルネ・パサバン（1973-、スペイン） 女性として初めて8000メートル峰全14座を制覇。
- アーロン・ラルストン（1975-、アメリカ）事故で岩に挟まれた右腕を切断して脱出したことで知られる。127時間として映画化。
- ウーリー・ステック（1976-2017、スイス） アルプス三大北壁最速登頂記録
- クリス・シャーマ（1981-、アメリカ） 最も成功したフリークライマーの一人。
- アレックス・オノルド（1985-、アメリカ） エル・キャピタン ノーズ最速登攀、フィッツ・ロイ完全縦走。
- デビッド・ラマ（1990-2019、オーストリア） セロ・トーレ、コンプレッサー・ルートのフリー化。
- アダム・オンドラ（1993-、チェコ） フリークライマー 5.15cを初めて完登。

## 日本

### 1000年までの生まれ
- 蜂子皇子（562-641）崇峻天皇の第三皇子。羽黒山、湯殿山、月山の出羽三山を開山したとされる。
- 役小角 (634-701) 修験道の開祖。富士山や御嶽山、大峰山、石鎚山を開山した伝説が残る。
- 行基（668-749）東大寺の大僧正。雲仙普賢岳や秋葉山を開山した。荒島岳でも開山の伝承が残る。
- 良弁（689-774）華厳宗の大僧都であり、東大寺の初代別当。丹沢山地の大山を開山した。
- 佐伯有頼 (676-759) 701年に立山を開山したと伝えられる。
- 泰澄 (682-767) 717年に白山を開山したと伝えられる。
- 勝道 (735-817) 男体山登頂（開山）。
- 空海（774-835）真言宗の開祖。瑞牆山を開山した伝承があるほか、石鎚山や大峰山で修行した記録が残っている。また剱岳に登ろうとしたが草鞋三千足を費やしても登頂できなかったという伝説も残されている。
- 都良香 (834-879) 富士山頂についての初めての記録を残す。良香本人が登頂、または登頂した者に取材したとみられる。

### 1800年までの生まれ
- 末代 (1103-?) 富士山に数多く登頂したとされる。
- 佐々成政 (1536-1588) 「さらさら越え」と呼ばれる史上初の冬の黒部横断。標高2,350メートルのザラ峠、2,536mの針ノ木峠を通り、冬の立山連峰を越える（異説もあり）。
- 角行 (1541-1646) 富士講の開祖。富士山に登頂。
- 円空（1632-1695）笠ヶ岳と乗鞍岳の開山からはじまり、穂高岳、双六岳、錫杖岳、焼岳、北海道駒ケ岳を初登頂した。また御嶽山、白山、伊吹山にも修行・登拝した記録が残っている。
- 播隆 (1786-1840) 槍ヶ岳初登頂（開山）。
- 小尾権三郎（1796-1819）甲斐駒ヶ岳を開山した。

### 1801-1900年生まれ
幕末から大正にかけて日本の山を登ったことで知られる外国人も含める。
- ウィリアム・ガウランド（1842-1922、イギリス）  「日本アルプス」の命名者。冶金技師、考古学者、「日本考古学の父」。
- アーネスト・サトウ（1843-1929、イギリス） 外交官、日本研究家。
- 上條嘉門次 (1847-1919) 山案内人。
- バジル・ホール・チェンバレン（1850-1935、イギリス） 日本研究家。
- 遠山品右衛門 (1851-1920) 山案内人。
- ウォルター・ウェストン（1861-1940、イギリス） 明治時代に宣教師として日本滞在、「日本アルプス生みの親」。
- 野中到 (1867-1955) 富士山冬季初登頂（1895年2月16日）。富士山頂で越冬観測の試み。
- 神成文吉 (1869-1902) 八甲田山雪中行軍を指揮するが、210名中199名が遭難死。
- 宇治長次郎 (1872-1945) 山案内人。剱岳登頂を支える。
- 木暮理太郎 (1873-1944) 日本山岳会会長、エッセイスト。
- 小島烏水 (1873-1948) 日本山岳会会長。
- 小林喜作 (1875-1923) 山案内人。
- 柴崎芳太郎 (1876-1938) 陸軍測量部の技師。近代登山初の剱岳登頂を指揮。
- 佐伯平蔵 (1878-1943) 山案内人。
- 冠松次郎 (1883-1970) 「黒部の主」。
- 田部重治 (1884-1972) 『日本アルプスと秩父巡礼』（『山と渓谷』）。
- 藤木九三 (1887-1970) 神戸高商山岳部、神戸徒歩会、ロック・クライミング・クラブ創設者。
- 中村清太郎 (1888-1967) 山岳画家。
- 槙有恒 (1894-1989) アイガー東山稜を初登頂。日本山岳会会長、日本隊が初登頂したマナスル登山隊長。
- 板倉勝宣 (1897-1923) 板倉勝静の孫。立山で遭難死。遺稿集「山と雪の日記」。
- 松方三郎 (1899-1973) 松方正義の末子。日本山岳会会長。日本人初のエベレスト登頂に成功した日本山岳会エベレスト登山隊の総隊長（日本人初登頂者は松浦輝夫と植村直己。）。
- 原全教 (1900-1981) 『奥秩父』正続二巻を著す。
- 三田幸夫 (1900-1991) 慶大山岳部。

### 1901-1920年生まれ
- 村井米子 (1901-1986) 女性登山家の草分け。山に関する随筆活動でも著名。
- 佐藤久一朗 (1901-1984) 第一次マナスル遠征隊に参加しキャラバンシューズを開発。山晴社を創業。
- 浦松佐美太郎 (1901-1981) 登山家、評論家。
- 今西錦司 (1902-1992) 京都大学教授。著書「山岳省察」「自然学の提唱」。
- 西堀栄三郎 (1903-1989) 京大教授、日本山岳協会会長、第一次南極越冬隊長。
- 深田久弥 (1903-1971) 『日本百名山』、日本山岳会副会長。
- 桑原武夫 (1904-1988) 京都大学教授。京都大学学士山岳会。
- 中村テル (1904-2009) 女性として初めて冬の富士山に登頂。
- 加藤文太郎 (1905-1936) 神戸徒歩会、ペデスツリアン、ロック・クライミング・クラブ同人、新田次郎の小説「孤高の人」の実名モデル。
- 小川登喜男 (1908-1949) 東京大学山の会。東京大学スキー山岳部。
- 高須茂 (1908-1979) 東京山旅倶楽部、日本山嶺倶楽部。
- 堀田弥一 (1909-2011) 日本初のヒマラヤ遠征隊の隊長としてインドの未踏峰ナンダ・コートの初登頂に成功。小説「遠き雪嶺」のモデル。
- 上田哲農 (1911-1970) 第2次RCC同人。
- 今西壽雄 (1914-1995) マナスル世界初登頂、日本山岳会会長。今西組社長
- 石岡繁雄 (1918-2006) 岩稜会創設者。穂高岳屏風岩初登攀。若山五朗は実弟。写真集「穂高の岩場」。
- 加藤喜一郎 (1920-1987) マナスル世界初登頂の一人。

### 1921-1940年生まれ
- 松濤明 (1922-1949) 登歩渓流会。冬期槍穂連峰縦走中に北鎌尾根で遭難死。遺稿「風雪のビバーク」。
- 望月力 (1922-2007) 秀峰山学会会長、日本山学会永年会員、新潟県山岳協会副会長。株式会社モチヅキ会長。
- 古川純一 (1923-) ベルニナ山岳会、第2次RCC同人。著書「わが岩壁」「いのちの山」。
- 安川茂雄 (1925-1977) 日本山嶺倶楽部、第2次RCC同人、作家。著書「回想の谷川岳」。
- 奥山章 (1926-1972) 日本山嶺倶楽部、第2次RCC創設者。遺稿「ザイルを結ぶとき」。
- 二宮洋太郎 (1926-) 第2次RCC同人、学習院大学理事。
- 円山雅也 (1926-2004) 日本山嶺倶楽部、第2次RCC同人、弁護士、参議院議員。
- 吉田二郎 (1930-2004) 登嶺会、第2次RCC同人。鹿島槍ヶ岳を登攀。一部に山行記録の捏造疑惑がある[要検証 – ノート]。
- 南博人 (1931-2016) 東京雲稜会、新田次郎の小説「神々の岩壁」の実名モデル。[1]
- 松本龍雄 (1931-) 雲表倶楽部、第2次RCC同人。
- 芳野満彦 (1931-2012) 本名服部満彦、アルムクラブ、第2次RCC同人、渡部恒明とともにマッターホルン北壁日本人初登頂。新田次郎の小説「栄光の岩壁」のモデル。
- 小野健 (1932-2014) 栂海新道を10年かけて開設。
- 三浦雄一郎 (1932-) エベレストのサウス・コルからスキー滑走。80歳でエベレスト最高齢登頂。
- 神戸常雄 (1933-) カザフ天山カルリー・タウ西稜初登攀、カングレワ単独初登頂、ヒマルチュリ登路発見。
- 高田光政 (1934-) タカダ貿易社長、アイガー北壁日本人初完登、アルプス三大北壁日本人初完登。
- 松浦輝夫 (1934-2015) エベレスト日本人初登頂（日本山岳会遠征隊の一員として、植村直己と共に日本人初登頂。）。
- 高田直樹 (1936-) 京都府立大学卒、第2次RCC同人、ラトック I峰初登頂。（元）教諭、作家、エッセイ「なんで山登るねん」。
- 原真 (1936-2009) シシャパンマでヒマラヤ・アルパインスタイル初期の試み。「高山研究所」を作り高所順応や速攻登山訓練について研究。
- 若山五朗 岩稜会。井上靖の小説「氷壁」のモデル。前穂高岳で墜死。
- 渡部恒明 (1936-1965) 芳野満彦とともにマッターホルン北壁日本人初登頂。続いて挑んだアイガー北壁で遭難死。
- 小板橋徹 (1937-) 東京理科大学二部山岳部、第2次RCC同人。
- 森田勝 (1937-1980) 東京緑山岳会、第2次RCC同人。グランド・ジョラス北壁で遭難死。
- 吉尾弘 (1937-2000) 朝霧山岳会、第2次RCC同人。日本勤労者山岳連盟会長として庶民への登山振興にも尽力するが谷川岳で墜落死。著書「垂直に挑む男」。
- 小西政継 (1938-1996) 山学同志会。K2北壁、ジャヌー北壁、カンチェンジュンガ北壁などの遠征を組織する。マナスルで遭難死。
- 渡辺玉枝 (1938-) 73歳でエベレスト女性最高齢登頂。
- 田部井淳子 (1939-2016) 女子登攀クラブ。女性として世界初のエベレスト登頂と七大陸最高峰登頂。
- 福島博憲 (1940-) マッターホルン北壁単独登攀（日本人初、世界第三登）、関西大学2部体育会山岳部OB会所属。

### 1941-1950年生まれ
- 植村直己 (1941-1984) エベレスト日本人初登頂（日本山岳会遠征隊の一員として、松浦輝夫と共に日本人初登頂。）、世界初のデナリ（マッキンリー）厳冬期単独初登頂（下山中に消息不明となる。）。
- 近藤和美 (1941-) 日本勤労者山岳連盟所属。50歳を過ぎてから8000m峰9座登頂。
- 今井通子 (1942-) 女性初のアルプス三大北壁完登。
- 高橋和之 (1943-) カモシカ同人、カモシカスポーツ社長。チョ・オユー山頂からパラグライダーで下山。
- 広島三朗 (1943-1997) K2に日本人初登頂。同じカラコルムのスキルブルム登頂後、雪崩にテントを直撃され、遭難死。
- 加藤滝男 (1944-) 第2次RCC同人、アイガー北壁夏期初直登のJECC隊隊長。
- 近藤邦彦 (1945-) 改名前は国彦、国際山岳ガイド連盟認定ガイド。
- 木村憲司 (1946-) 登山家。冬季アイガー北壁にて滑落。現日本モンブランクラブ会長。
- 河野千鶴子 (1946-2013) 7大陸最高峰と8000m峰5座に登頂。2013年5月23日、ダウラギリで遭難死。
- 八木原圀明 (1946-) エベレスト冬季南西壁初登頂。群馬県山岳連盟理事長、「植村直己物語」撮影隊隊長。
- 坂下直枝 (1947-) 山学同志会。ロストアロー社長。
- 重広恒夫 (1947-) 日本山岳会。エベレスト北壁ダイレクトルート初登、K2日本人初登頂（世界第2登頂）、日本百名山の連続踏破。
- 辰野勇 (1947-) アイガー北壁日本人第二登。モンベル創業者。
- 根深誠 (1947-) 明治大学山岳部。ゴッラゾム、シャハーンドク初登頂。雪男の解明。
- 長谷川恒男 (1947-1991) 史上初のアルプス三大北壁冬季単独完登、アコンカグア南壁冬季単独登攀。ウルタル2峰登攀中、雪崩に巻き込まれ遭難死。
- 宮崎勉 (1947-) 8000メートル峰6座登頂。ダウラギリ南東稜初登頂。カルジャン(7,221m)初登頂
- 尾形好雄 (1948-) ヒマラヤ山脈未踏峰登頂の第一人者。エベレスト南西壁登頂。一度も事故を起こさず登頂成功した男。
- 加藤保男 (1949-1982) 第2次RCC同人、冬期エベレスト登頂後遭難死。
- 難波康子 (1949-1996) ロブ・ホール公募隊に参加しエベレスト登頂後、サウス・コルで遭難死。
- 山下健夫 (1949-) エベレストに2回登頂。
- 川崎実 (1949-2010) 沢登り家。大阪わらじの会の第2代代表。海谷不動川初遡行。大峰山脈白川又川で遭難死。
- 山田昇 (1950-1989) 8000m峰9座に延べ12度登頂。冬のデナリ（マッキンリー）で遭難死。

### 1951-1960年生まれ
- 禿博信 (1951-1983) ダウラギリ１峰をシェルパレス・ワンプッシュで登頂。エベレストのノーマル・ルートでの無酸素登頂直後に墜死。
- 尾崎隆 (1952-2011) 日本山岳会。エベレスト北壁ダイレクトルート初登。カカボラジ初登頂。エベレスト南東稜で遭難死。
- 笠松美和子 (1952-1993) グランドジョラス北壁ウォーカー稜を、山野井妙子（旧姓・長尾）と冬季登攀（女性初）。宝剣岳で遭難死。
- 矢野利明 京都洛中勤労者山岳会、エベレスト登頂。K2に2度登頂に失敗するが、3度目で登頂成功。富士山の冬山登山で墜死。
- 長岡健一 (1954-) ゼネラル・マウンテンガイド・アカデミー代表 UIAGM国際山岳ガイド,映画「ホワイトアウト」「クライマーズハイ」など撮影協力
- 名塚秀二 (1954-2004) 8000m峰9座登頂[2][3][4][5]。エベレスト南西壁登頂、K2北西壁登頂[5]。アンナプルナで雪崩に巻き込まれ死亡[2][3]。
- 松田宏也 (1955-) 市川山岳会。ミニヤコンカで遭難するも、19日後に生還。著書「ミニヤコンカ奇跡の生還」「足よ手よ、僕はまた登る」。
- 木本哲 (1956-) エンゼルフォール未踏ルート初登攀。
- 三谷統一郎 (1956-) カトマンズ・クラブ、高松勤労者山の会。8000m峰6座登頂。ナムチャバルワ初登頂、カンチェンジュンガ三山縦走。
- 村口徳行 (1956-) 山岳カメラマン。エベレスト登頂7回の日本記録保持者。著書「エベレスト登頂請負い業」ほか。
- 山野井妙子 (1956-) グランドジョラス北壁ウォーカー稜を、笠松美和子と冬季登攀（女性初）。夫とともにギャチュン・カンから奇跡的に生還。
- 三枝照雄 (1958-1989) 山田昇とともに冬のデナリ（マッキンリー）で遭難。

### 1961-1970年生まれ
- 江塚進介 (1961-) エベレスト南西壁登頂。8000メートル峰5座登頂。
- 倉岡裕之 (1961-) エベレスト6回登頂。エンゼルフォール未踏ルート初登攀。山岳ガイドステージ2。
- 田辺治 (1961-2010) 8000m峰9座登頂。エベレスト南西壁冬季初登頂、ローツェ南壁冬季初登攀。ダウラギリで遭難死[6]。
- 戸高雅史 (1961-) 8000m峰のうち5峰を無酸素登頂。K2登頂（個人隊）。ブロードピーク三山縦走。
- 北村俊之 (1962-) ブロードピーク三山縦走。8000メートル峰6座登頂。国際山岳ガイド。
- 小西浩文 (1962-) 8000m峰のうち6峰を無酸素登頂。
- 近藤謙司 (1962-) 国際山岳ガイド。チョ・オユーで女性最高齢記録となる登頂者を導く。
- 成瀬陽一（1962-）沢登り家。台湾の豊坪渓初遡行。著作『俺は沢ヤだ！』
- 山本篤 (1962-) 8000m峰7座に延べ8度登頂。7000m峰未踏峰2座に初登頂。K2登山隊隊長として史上初の二桁人数登頂成功に導く。山岳ガイドステージ2。
- 角谷道弘 (1963-) 国際山岳ガイド。リャンカンカンリ初登頂、日本テレビ系『ウッチャンナンチャンのウリナリ!! マッターホルン登頂部』、『世界の果てまでイッテQ!』コーチ等。
- 篠崎純一 山崎彰人と共に雪蓮南峰に初登頂。環太平洋一周環境登山。
- 後藤文明 (1965-) エベレスト南西壁登頂。8000メートル峰6座登頂。
- 志水哲也 (1965-) 山岳ガイド。写真家。
- 山野井泰史 (1965-) チョ・オユー南西壁単独初登など、多数のソロクライミング記録をもつ。ギャチュン・カンで遭難するも奇跡的に生還。著書「垂直の記憶」。
- 遠藤由加 (1966-) 日本人女性として初めて8,000m峰無酸素登頂。チョ・オユー南西壁登頂。
- 谷川太郎 (1967-) 東京農業大学山岳部、8000m峰8座登頂。マカルー東稜初登頂。
- 星野龍史 (1967-2001) エベレスト南西壁登頂。ウルタルII峰第二登。8000メートル峰5座登頂。ダウラギリで遭難死。
- 山崎彰人 (1967-1996) 数々の7000m級未踏峰に初登頂、ウルタル2峰初登頂直後に死亡。
- 田中正人 (1967-) プロアドベンチャーレーサー。
- 服部文祥 (1969-) サバイバル登山家。旧姓、村田文祥。
- 馬目弘仁 (1969-) 信州大学山岳会、松本CMC、鱶鰭同人。キャシャール峰南リッジ初登攀でピオレドール賞受賞。山岳ガイドステージ1。
- 平山ユージ (1969-) フリー・クライマー。

### 1971年以降生まれ
- 竹内洋岳 (1971-) 日本人初となる8000m峰全14座へ登頂し、そのうち11座が無酸素登頂。名塚秀二と山田昇の記録を更新した。
- 小川さゆり (1971-) 山岳ガイド。2014年の御嶽山噴火に山頂直下で被災したが、生還した。
- 栗秋正寿 (1972-) マッキンリーの冬季単独登頂および帰還に、日本人で初めて成功。
- 谷口けい (1972-2015) カメット南東壁登攀で日本人女性としてピオレドール初受賞[7]。黒岳で遭難死[7]。
- 松岡清司 (1972-1997) 山崎彰人と共にスーパーアルパインスタイルでウルタル2峰を登頂。レディースフィンガーで落石を受け死去。
- 岡田康 (1973-) アルパインクライミングの第一人者。ローガン南東壁初登攀でピオレドール賞受賞。カンテンポチェ新ルートなど。山岳ガイドステージ2。
- 野口健 (1973-) 七大陸最高峰の最年少登頂記録を更新（当時）。清掃登山を励行。
- 高橋和弘 (1974-) リャンカンカンリ初登頂。8000メートル峰6座登頂。
- 山岸慎英（1976-）国際山岳ガイド。
- 江本悠滋 (1976-) 国際山岳ガイド。
- 加藤慶信 (1976-2008) 8000m峰8座に延べ11回登頂。エベレスト山頂に無酸素で到達（帰路酸素使用）。クーラカンリで遭難死。
- 小山田大 (1976-) フリー・クライマー。
- 花谷泰広 (1976-) 「キャシャール峰初登攀」でピオレドール賞受賞。山岳ガイドステージ2。甲斐駒ヶ岳七丈小屋の管理。
- 天野和明 (1977-) GIRI GIRI BOYS。インドヒマラヤ「カランカ北壁初登攀」でピオレドール受賞。国際山岳ガイド。
- 一村文隆 (1977-2018) GIRI GIRI BOYS。インドヒマラヤ「カランカ北壁初登攀」でピオレドール受賞。チャムラン（英語版）で遭難死。
- 佐藤裕介 (1979-) GIRI GIRI BOYS。「カランカ北壁初登攀」でピオレドール受賞。城ヶ崎・マーズ第2登。
- 平出和也 (1979-2024) カメット南東壁登攀でピオレドール受賞。K2西壁で中島健郎と共に遭難死。
- 横山勝丘 (1979-) アルパインクライミングの第一人者。通称ジャンボ。GIRI GIRI BOYS。ローガン南東壁初登攀でピオレドール受賞。体臭のカーニバルなど。
- 小松由佳 (1982-) 日本人女性として初のK2登頂。
- 田中陽希 (1983-) プロアドベンチャーレーサー。
- 青木達哉 (1984-) K2世界最年少登頂。インドヒマラヤ「キャシャール峰初登攀」でピオレドール受賞。
- 中島健郎 (1984-2024) 関西学院大学山岳部出身。シスパーレ北東壁初登攀、第17回ピオレドールアジア賞受賞、第26回ピオレドール賞受賞、8000メートル峰3座登頂。K2西壁で遭難死[8]。
- 長澤奏喜 (1984-) 「ラグビー登山家」を自称し、ラグビーワールドカップに出場した25か国の国・地域の最高峰に登頂及びラグビーボールをトライ。

### 生年不明
- 甘利仁朗 一橋大学山岳部、紫峰山岳会、第2次RCC同人。
- 原田輝一 朝霧山岳会。谷川岳幕岩Aフェースで墜死。
- 山川淳 日本雪稜山岳会、第2次RCC同人。
- 湯浅道男 第2次RCC同人。中部日本放送「CBCラジオヘッドライン」の司会者も担当。